# Hippasa holmerae sundaica
Hippasa holmerae là một phân loài nhện trong họ Lycosidae.
Loài này thuộc chi Hippasa. Hippasa holmerae sundaica được Tord Tamerlan Teodor Thorell miêu tả năm 1895.